# Montes Khangai
Os montes Khangai (em mongol:  Хангайн нуруу) são uma cadeia de montanhas no centro da Mongólia, aproximadamente 400 km a oeste de Ulan Bator.
A maior montanha é a Otgontenger (lit. "mais novo céu" ), sua altura é dada como 3 905, 4 021 e 4 031 m dependendo da fonte.
As montanhas abastacem os rios Orkhon, Selenga, Ider, Zavkhan e os lagos Orog e Boon Tsagaan. No oeste, os montes Khangai limitam com a Depressão dos Grandes Lagos.    

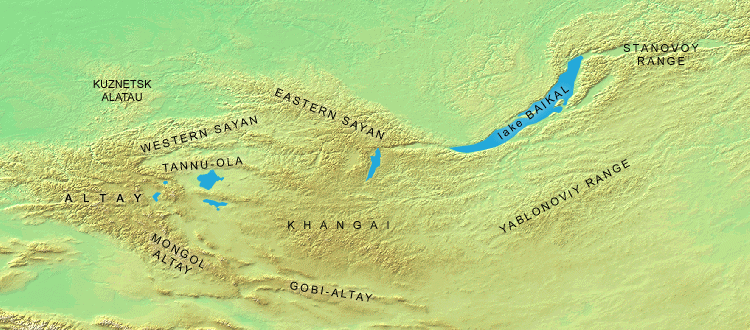
Localização dos montes Khangai na Ásia Central